# Жукопа (Андреапольський район)
Жукопа (рос. Жукопа) — селище в Андреапольському районі Тверської області Російської Федерації.
Населення становить 18 осіб. Входить до складу муніципального утворення Андреапольський округ.

## Історія
Від 2006 до 2019 року входило до складу муніципального утворення Луговське сільське поселення.

## Населення
| 1996 | 2002 | 2010 |
| ---- | ---- | ---- |
| 50   | ↘31  | ↘18  |